# Університет Перуджі
Університет Перуджі (італ. Università degli Studi di Perugia, лат. Studium Generale Civitatis Perusii, скорочено UniPG) — державний університет в Італії, заснований 1308 року. Один із найстаріших університетів Італії та Європи.

## Історія
Університет засновано 8 вересня 1308 року папською буллою Super specula Папи Климента V. Вже з початку XIII століття в Перуджі діяли школи медицини та права, підтримувані місцевою комуною. До 1300 року засвідчено існування кількох universitates scholarium. Відомий юрист Якопо да Бельвізо викладав тут у 1316–1324 роках.
У 1318 році Папа Іван XXII надав університету право присуджувати ступені з цивільного та канонічного права, а 1328 року — також у медицині та вільних мистецтвах. У 1355 році імператор Карл IV надав університету імперський статус.
У 1362 році кардинал Нікколо Капоччі заснував Collegium Gregorianum (пізніше — Стара Сапієнца). У 1371 році Папа Григорій XI визнав богословський факультет університетом Studium Generale; його ліквідували у 1811 році, а майно передали університету.
У 1426 році з ініціативи єпископа Бенедетто Гвідалотті засновано Колегіум Святого Єроніма.
У 1798 році університет перенесено до колишнього монастиря Монте Морчіно. Бібліотека університету налічує понад 200 000 томів, зокрема стародруки, переважно з ліквідованих чернечих орденів.
У 1829 році відбулася інтеграція з Новою Сапієнцою, безкоштовним гуртожитком для незаможних іногородніх студентів. Після реставрації Папа Пій VII відновив її як Collegio Pio, а Лев XII у 1824 році зробив головним університетським колегіумом.
Серед відомих випускників — Папа Юлій III, святий Джованні да Капестрано, Чезаре Борджіа.
Після об'єднання Італії у 1860 році університет підпорядковано міському управлінню. У 1930-х, за ректорства Паоло Орано, створено нові факультети: політичних наук, ветеринарії, хімії, аграрних наук.
За ректорства Джузеппе Ерміні (1945—1976) відкрито факультети: природничих наук (1957), гуманітарних наук (1958), педагогіки (1965), інженерії (1968), економіки (1969).
У січні 2024 року університет став другим в Італії, який отримав квантовий комп'ютер.

## Символіка
Офіційний герб університету зображує святого Ерколано (на синьому тлі) — покровителя Перуджі, та грифона (на червоному тлі) — символ міста. Герб символізує церковну та світську владу, що сприяли розвитку університету у Середньовіччі.
Сучасна кругла емблема містить напис Studium Generale Civitatis Perusii A.D. MCCCVIII.

## Структура
Центральна адміністрація розташована в Перуджі. Філії працюють у містах Ассізі, Фоліньйо, Нарні, Терні.

### Департаменти (з 2013 року)
Після набуття чинності реформою Джельміні, з 1 січня 2013 року університет поділено на чотирнадцять департаментів.
- Хімії, біології та біотехнологій
- Економіки
- Філософії, соціальних, гуманітарних наук і педагогіки
- Фізики та геології
- Юриспруденції
- Інженерії
- Цивільної та екологічної інженерії
- Філології: мови, літератури, античні та сучасні цивілізації
- Математики та інформатики
- Медицини і хірургії
- Ветеринарної медицини
- Аграрних, харчових та екологічних наук
- Фармацевтичних наук
- Політичних наук

## Медіа
Radiophonica — офіційна онлайн-радіо та телевізійна платформа університетів Умбрії. Заснована 2008 року за підтримки регіону Умбрія, ADISU та культурної асоціації L'Officina Musicale. Член мережі RadUni.

## Ректори (з 1854 року)
- Леонардо Бонфільйо Мура (1854—1858)
- Еміліо Барбанера (1860—1861)
- Джованні Пеннаккі (1861—1883)
- Карло Ноттарі (1883—1884, в. о.)
- Руджеро Тореллі (1884—1885)
- Джузеппе Беллуччі (1885—1890)
- Торелло Тіччі (1890—1894)
- Густаво Пізенті (1894—1896)
- Торквато Кутурі (1896—1898)
- Джузеппе Беллуччі (1898—1902)
- Ічіліо Тардуччі (1902—1904)
- Джузеппе Беллуччі (1904—1906)
- Ічіліо Тардуччі (1906—1908)
- Манфреді Сьотто Пінтор (1908—1909)
- Умберто Россі (1909—1911)
- Емануеле Селла (1911—1912)
- Оскар Скалванті (1912—1914)
- Бенвенуто Піццорно (1914, в. о.)
- Раффаелло Сільвестріні (1914—1916)
- Карло Кассола (1916)
- Анджело Крісцуолі (1916)
- Ісідоро Ла Лумія (1917—1921)
- Джуліо Трінчі (1921—1922)
- Умберто Россі (1922)
- Анджело Крісцуолі (1923—1924)
- Едоардо Томмасоне (1924—1926)
- Освальдо Поліманті (1926, в. о.)
- Сержо Панунціо (1926—1928)
- Ланчотто Россі (1928—1930)
- Леонардо Домінічі (1930—1935)
- Паоло Орано (1935—1944)
- Джузеппе Ерміні (1944—1945, комісар і проректор)
- Джузеппе Ерміні (1945—1954)
- Карло Фушіні (1954—1955)
- Джузеппе Ерміні (1955—1976)
- Джанкарло Доцца (1976—1994)
- Джузеппе Кальцоні (1994—2000)
- Франческо Бістоні (2000—2013)
- Франко Моріконі (2013—2019)
- Мауріціо Олівієро (з 2019)